# Code for Hachioji
Code for Hachioji（コード・フォー・ハチオウジ）は、より良い未来の街づくりのために、テクノロジーを活用して、地域課題の解決に取り組む市民団体。2014年設立。東京都八王子市を拠点としている。

## 活動成果
- 2015年2月21日 - インターナショナル・オープンデータ・デイ(IODD)2015[1]
  - 「八王子の歴史を知る」「データとして歴史を残すとはどういうことか」「八王子のあったらいいなの未来」という内容のイベントを企画した。
- 2016年3月5日 - インターナショナル・オープンデータ・デイ(IODD)2016[2]
  - ビーコンを配置する“高尾山ビーコンプロジェクト”の前段階として高尾山の山頂を目指した。